# Charles Gavan Power
Pour l’article homonyme, voir Power.
Charles Gavan Power, également surnommé « Chubby » Power (né à Sillery le 18 janvier 1888 et mort à Québec le 30 mai 1968) est un avocat et homme politique québécois. Député à la Chambre des Communes pour le Parti libéral dans Québec-Sud de 1917 à 1955, il a aussi occupé différents postes de ministre dans le gouvernement de Mackenzie King de 1935 à 1944. Enfin, il a été sénateur de la division de Golfe de 1955 à 1968.

## Biographie
Né à Sillery dans la région de la Capitale-Nationale, il fut d'abord un joueur de hockey sur glace professionnel : il évolua avec les Bulldogs de Québec dans l'Association de hockey amateur de l'Est du Canada. Il était considéré comme un très bon marqueur, ayant notamment marqué 4 buts au cours d'une partie en 1908 et 5 buts durant une partie en 1909.
Élu député des Libéraux de Laurier dans la circonscription fédérale de Québec-Sud en 1917, il fut honoré de la Croix militaire du Royaume-Uni pour ses services durant la bataille de la Somme peu avant les élections. Il conserve son siège jusqu'en 1955, lorsque le premier ministre Louis Saint-Laurent lui offre un poste de sénateur dans la division de Golfe. Il demeure en poste jusqu'à son décès en 1968.
Il fut, dans le cabinet de William Lyon Mackenzie King, ministre des Pensions et de la Santé nationale de 1935 à 1939, des Postes de 1939 à 1940, de la Défense nationale pour l'air de 1940 à 1944 et de la Défense nationale de 1940 à 1944. Durant la période de la crise de la conscription, il fut opposé à cette mesure et démissionna du cabinet pour siéger comme libéral indépendant. Lors du retrait de King, il se présenta à la course à la chefferie de 1948, mais il finit troisième.
Son père, William Power, avait été député fédéral de Québec-Ouest, son frère Francis Gavan Power fut député de Québec-Sud, son petit-fils Lawrence Cannon, a été député fédéral de Pontiac et ministre fédéral. Ses frères James Power et Joe Power furent aussi des athlètes.

## Hommages
La rue Power a été nommée en son honneur, en 1959, dans l'ancienne ville de Sillery, maintenant présente dans la ville de Québec.